# BMC Mountainbike Racing Team
BMC Mountainbike Racing Team is een Zwitserse mountainbike en veldrit ploeg voor profs.  BMC Mountainbike Racing Team is het offroad team van BMC Racing Team. De ploeg bestaat sinds 2011.
De ploeg neemt deel aan al de belangrijke wedstrijden ook de Wereldbeker mountainbike.

## Geschiedenis
Het seizoen 2011 was het allereerste seizoen voor het BMC MTB Team. Ze startte met 6 renners waarvan de Duitser Moritz Milatz en de oud Zwitserse kampioen Balz Weber de bekendste zijn. Ook opvallend was het feit dat ex-wegrenner Alexandre Moos zijn carrière gaat beëindigen op de MTB. Moritz Milatz behaalde dat jaar enkele mooie resultaten. Zo werd hij voor de 3de maal in zijn carrière Duits kampioen en won hij op het einde van het seizoen de prestigieuze Roc d'Azur.
2012 was de 2de jaargang van het team. Het seizoen begon goed, Julien Taramarcaz werd Zwitsers kampioen veldrijden. Net als vorig jaar moest Moritz Milatz voor de overwinningen zorgen. Dit deed hij, hij boekte verscheidene overwinningen in de BMC Racing Cup. De kers op de taart was echter de onverwachte Europese titel.
Voor 2013 zijn de verwachtingen hooggespannen binnen het team. In het tussenseizoen haalde het team namelijk ronkende namen binnen zoals Lukas Flückiger en Ralph Näf, maar vooral tweevoudig olympisch kampioen Julien Absalon.

## Renners

### Ploeg 2015
| Naam            | Nationaliteit | Bij ploeg sinds |
| --------------- | ------------- | --------------- |
| Julien Absalon  | Frankrijk     | 2013            |
| Martin Fanger   | Zwitserland   | 2013            |
| Lukas Flückiger | Zwitserland   | 2013            |
| Ralph Näf       | Zwitserland   | 2013            |
| Reto Indergand  | Zwitserland   | 2012            |

### ex-renners
- Yves Corminboeuf (2011-2012)
- Alexandre Moos (2011-2012)
- Moritz Milatz (2011-2014)
- Julien Taramarcaz (2011-2013)
- Balz Weber (2011)